# Carl Humann
Pour les articles homonymes, voir Humann.
Carl Humann est un architecte et archéologue prussien né le 4 janvier 1839 à Steele près de Essen et mort le 12 avril 1896 à Smyrne. On lui doit la redécouverte du Grand Autel de Pergame.

## Biographie
De santé fragile, à la fin de ses études, il suivit les conseils de ses médecins et partit dans le sud. Il arriva au Levant en 1861.
Il voyagea à travers l'Empire ottoman pendant six ans. Il collectionna les antiquités, envoya des informations géographiques à Heinrich Kiepert à Berlin. Il accepta aussi quelques commissions, comme la construction d'une résidence pour un ambassadeur britannique.
En 1862, son frère Franz devint agent diplomatique à Samos. Franz se fit accorder par le Sultan en 1867 la construction de cinq routes ou voies ferrées en Asie mineure, dont une reliant Constantinople à Smyrne. Carl le rejoignit et se vit confier la responsabilité d'une équipe de 2 000 ouvriers et 500 animaux (bœufs, chameaux, mules).
Carl Humann avait commencé à faire des fouilles sur Samos, puis à Smyrne. En 1864, il fit une première visite à Pergame qui le fascina immédiatement. Il fut aussi marqué par un sentiment d'urgence : les ruines de la ville servaient à nourrir les fours à chaux des environs.
Le 27 septembre 1871, il reçut la visite d'Ernst Curtius, l'archéologue allemand découvreur d'Olympie. Celui-ci admira les sculptures qu'il avait trouvées et qui semblaient constituer une série. Curtius convainquit Humann d'envoyer ses trouvailles à Berlin.
En 1877, les sculptures furent identifiées par le nouveau directeur du Musée de Berlin : il s'agissait de la Gigantomachie du Grand Autel de Pergame. Il écrivit à Humann, qui briguait alors le poste de directeur d'une mine de sel, pour lui proposer de devenir représentant du Musée en Turquie. Il lui envoya 2 700 Marks après avoir reçu son accord. L'État allemand obtint un firman l'autorisant à fouiller à Pergame et les travaux commencèrent le 9 septembre 1878. Deux nouvelles saisons de fouilles eurent lieu en 1880-1881 et 1883-1886.
En juin et juillet 1887, il fouilla le site de Hiérapolis. À la suite de ces travaux, un ouvrage posthume, achevé par des collaborateurs, Altertümer von Hierapolis fut publié en 1898.